# Cisne-bravo

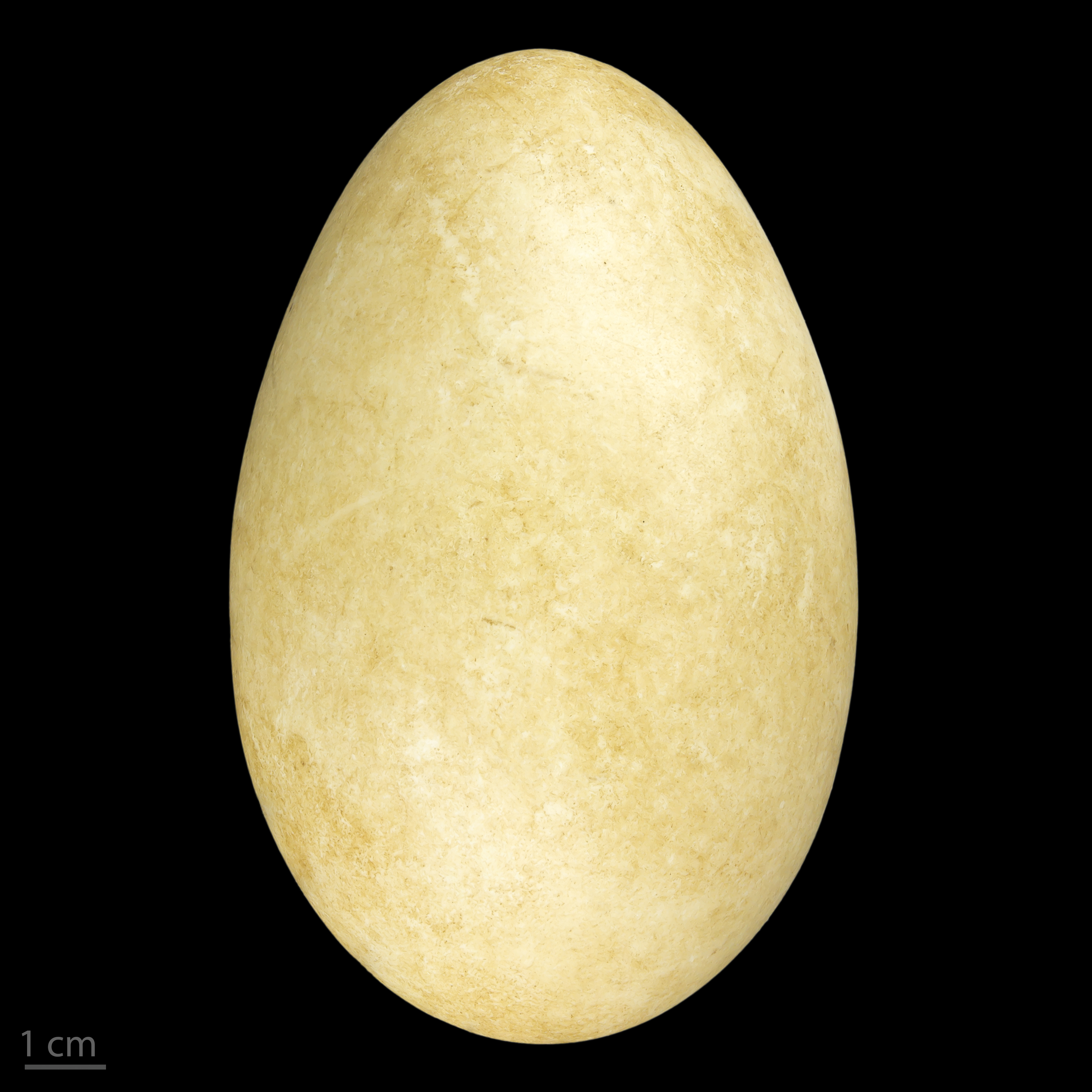
Cygnus cygnus - MHNT

O cisne-bravo (Cygnus cygnus) é um cisne nativo do hemisfério norte. É o animal nacional da Finlândia e aparece nas moedas finlandesas de 1 euro.
O cisne-bravo é idêntico em aparência ao cisne-de-bewick. Contudo, é maior, seu comprimento é de 140 a 160 cm, suas asas de 205 a 235 cm e um peso que alcança 8 a 15 kg. Sua cabeça tem uma forma mais angular.